# Zeppelinstraße 6 (München)

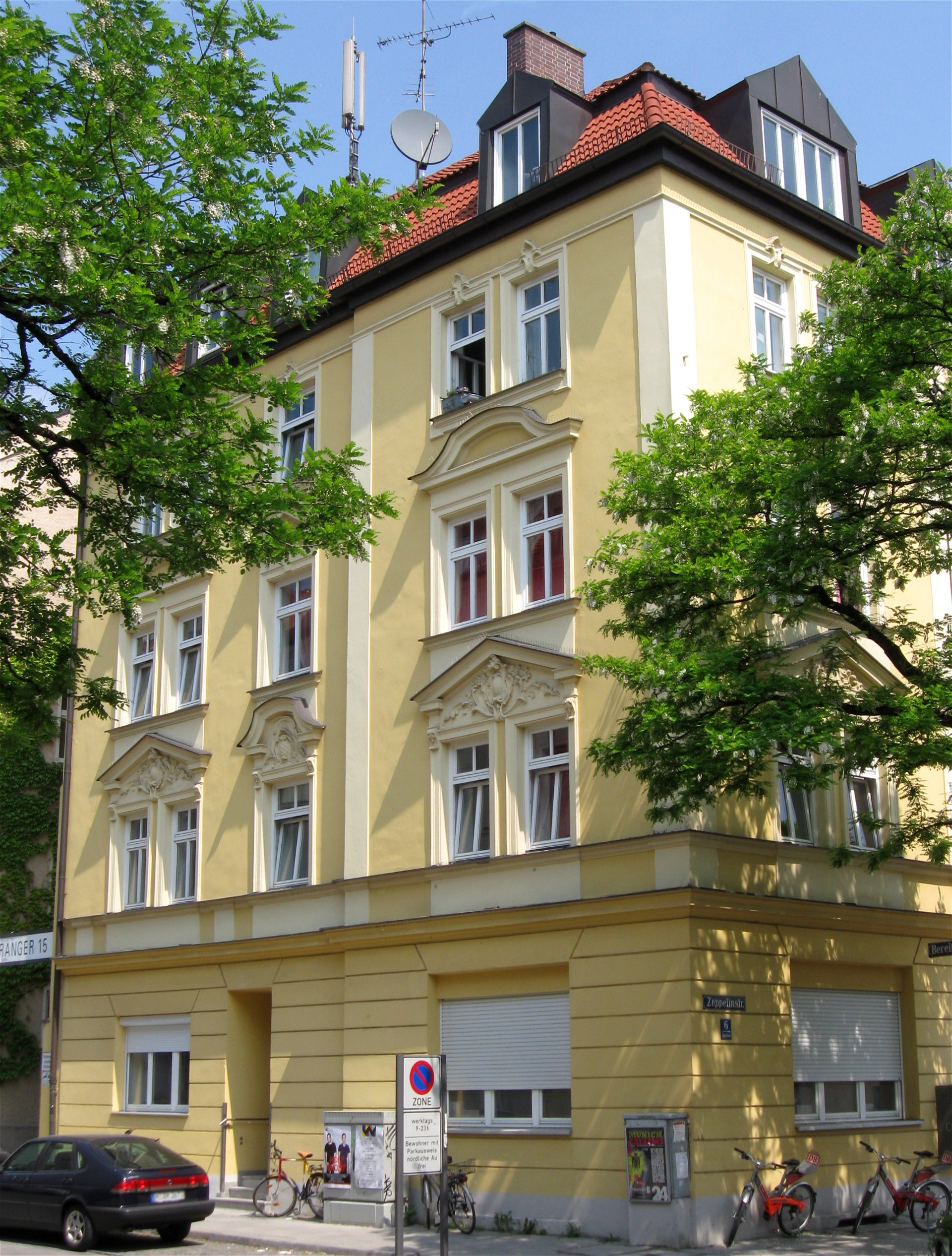
Haus Zeppelinstraße 6 (Straßenansicht)

Das Haus Zeppelinstraße 6 ist ein denkmalgeschütztes Mietshaus im Münchner Stadtteil Au.
Das Haus ist Teil der geschlossenen Blockrandbebauung im südwestlichen Teil der Zeppelinstraße und befindet sich in Ecklage an der Einmündung des Bereiterangers. 
Es wurde 1896 nach Plänen von Carl Schmidt dem Zeitgeschmack des Historismus folgend im neubarocken Stil errichtet. Die Fassade ist reich gegliedert und mit Stuck dekoriert.
Koordinaten: 48° 7′ 33,3″ N, 11° 34′ 50,9″ O